# 김은희 (다이빙 선수)
김은희(1973년 5월 3일~)는 대한민국의 다이빙 선수로, 1988년 하계 올림픽에 참가했다.